# فهرست نقش‌آفرینی‌های کیرا نایتلی

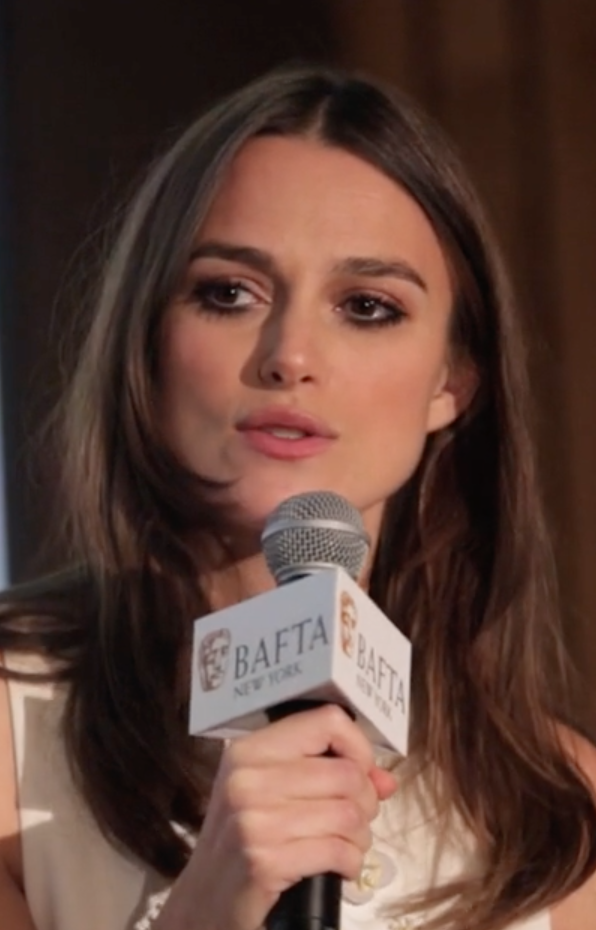
نایتلی در ۲۰۱۵

کیرا نایتلی بازیگر انگلیسی است که در سینما، تلویزیون و تئاتر حضور داشته‌است. او ابتدا حضور کوتاهی در فیلم اپرای فضایی جنگ ستارگان: قسمت اول – تهدید شبح (۱۹۹۱) داشت و برای بازی در نقش الیزابت سوآن در فیلم فانتزی دزدان دریایی کارائیب: نفرین مروارید سیاه (۲۰۰۳) که اولین قسمت از مجموعهٔ دزدان دریایی کارائیب بود، به شهرت رسید. نایتلی برای بازی در نقش الیزابت بنت در درام دورانی غرور و تعصب (۲۰۰۵) ساختهٔ جو رایت نامزد دریافت جایزهٔ اسکار بهترین بازیگر زن شد. او در سال ۲۰۰۷ بار دیگر با جو رایت در درام تاوان همکاری کرد که برایش نامزد دریافت جایزهٔ بفتای بهترین بازیگر زن شد. همچنین برای به تصویر کشیدن تحلیلگر رمز جون کلارک در درام دورانی بازی تقلید (۲۰۱۴) مورد تحسین قرار گرفت و نامزد دریافت جایزهٔ اسکار بهترین بازیگر نقش مکمل زن شد.

## فیلم
| سال  | عنوان                                      | نقش                   | توضیحات                                 |
| ---- | ------------------------------------------ | --------------------- | --------------------------------------- |
| ۱۹۹۵ | دروغ‌های بی‌ضرر                              | جوانی سلینا           |                                         |
| ۱۹۹۶ | جویندگان گنج                               | رینسس                 |                                         |
| ۱۹۹۹ | جنگ ستارگان: قسمت اول – تهدید شبح          | سابه                  | نام او در عوامل به‌اشتباه Kiera نوشته شد |
| ۲۰۰۱ | تورم                                       | جاگ                   | فیلم کوتاه                              |
| ۲۰۰۱ | حفره                                       | فرانکی اسمیت          |                                         |
| ۲۰۰۱ | شاهزاده دزدان                              | گوین                  |                                         |
| ۲۰۰۲ | رعد و برق                                  | دانش‌آموز مدرسهٔ موسیقی | فاقد ذکر نام در عوامل                   |
| ۲۰۰۲ | پاک                                        | لوئیز                 |                                         |
| ۲۰۰۲ | مثل بکام کات‌دار بزن                        | ژول پکستون            |                                         |
| ۲۰۰۲ | شب سال نو                                  | لیا                   | فیلم کوتاه                              |
| ۲۰۰۳ | دزدان دریایی کارائیب: نفرین مروارید سیاه   | الیزابت سوآن          |                                         |
| ۲۰۰۳ | در واقع عشق                                | ژولیت                 |                                         |
| ۲۰۰۴ | آرتور شاه                                  | گوئینویر              |                                         |
| ۲۰۰۵ | ژاکت                                       | جکی                   |                                         |
| ۲۰۰۵ | دومینو                                     | دومینو هاروی          |                                         |
| ۲۰۰۵ | غرور و تعصب                                | الیزابت بنت           |                                         |
| ۲۰۰۶ | دزدان دریایی کارائیب: صندوقچه مرد مرده     | الیزابت سوآن          |                                         |
| ۲۰۰۷ | دزدان دریایی کارائیب: پایان جهان           | الیزابت سوآن          |                                         |
| ۲۰۰۷ | تاوان                                      | سیسیلیا تالیس         |                                         |
| ۲۰۰۷ | ابریشم                                     | هلن جونکور            |                                         |
| ۲۰۰۸ | لبه عشق                                    | ورا فیلیپس            |                                         |
| ۲۰۰۸ | دوشس                                       | جورجیانا کاوندیش      |                                         |
| ۲۰۱۰ | هرگز رهایم مکن                             | روت سی                |                                         |
| ۲۰۱۰ | دیشب                                       | جوانا رید             |                                         |
| ۲۰۱۰ | استیو                                      | زن                    | فیلم کوتاه                              |
| ۲۰۱۰ | بلوار لندن                                 | شارلوت                |                                         |
| ۲۰۱۱ | یک روش خطرناک                              | سابینا اسپیلرین       |                                         |
| ۲۰۱۲ | جستجوی دوستی برای آخرالزمان                | پنه‌لوپه لاکهارت       |                                         |
| ۲۰۱۲ | آنا کارنینا                                | آنا کارنینا           |                                         |
| ۲۰۱۳ | روزی روزگاری                               | کوکو شانل             | فیلم کوتاه                              |
| ۲۰۱۳ | دوباره شروع کن                             | گرتا                  |                                         |
| ۲۰۱۴ | جک رایان: سرباز سایه                       | کتی مولر              |                                         |
| ۲۰۱۴ | کندذهن‌ها                                   | مگان                  |                                         |
| ۲۰۱۴ | بازی تقلید                                 | جون کلارک             |                                         |
| ۲۰۱۵ | اورست                                      | جان هال               |                                         |
| ۲۰۱۶ | زیبایی موازی                               | امی / «لاو»           |                                         |
| ۲۰۱۷ | دزدان دریایی کارائیب: مردگان حکایت نمی‌کنند | الیزابت سوآن-ترنر     | کامئو                                   |
| ۲۰۱۸ | کولت                                       | کولت                  |                                         |
| ۲۰۱۸ | فندق‌شکن و چهار قلمرو                       | فندق‌شکن               |                                         |
| ۲۰۱۹ | اسرار رسمی                                 | کاترین گان            |                                         |
| ۲۰۱۹ | برلین، دوستت دارم                          | جین                   |                                         |
| ۲۰۱۹ | عواقب                                      | ریچل مورگان           |                                         |
| ۲۰۱۹ | طمع                                        | خودش                  | کامئو                                   |
| ۲۰۲۰ | بدرفتاری                                   | سالی الکساندر         |                                         |
| ۲۰۲۱ | شارلوت                                     | شارلوت سالومون        | صداپیشه                                 |
| ۲۰۲۱ | شب خاموش                                   | نل                    | [ ۵ ]                                   |
| ۲۰۲۳ | جانی بوستون                                | لورتا مک‌لافلین        |                                         |
| ۲۰۲۵ | زنی در کابین شماره ۱۰                      | لورا بلک‌لاک           |                                         |

## تلویزیون
- شاهزاده دزدان

## تئاتر
- مردم‌گریز (۲۰۰۹–۲۰۱۰)
- ترز راکن (۲۰۱۵)